# Nyctemera laticina
Nyctemera laticina är en fjärilsart som beskrevs av Matsumura 1931. Nyctemera laticina ingår i släktet Nyctemera och familjen björnspinnare. Inga underarter finns listade i Catalogue of Life.